# Murina leucogaster
Murina leucogaster је врста слепог миша из породице вечерњака (лат. Vespertilionidae).

## Распрострањење
Врста је присутна у Бутану, Индији, Јапану, Кини, Непалу и Тајланду.

## Станиште
Врста Murina leucogaster има станиште на копну.

## Угроженост
Подаци о распрострањености ове врсте су недовољни.

### Популациони тренд
Популациони тренд је за ову врсту непознат.